# Rzeki Lublickie
Rzeki Lublickie – część wsi Lublica, położona w województwie podkarpackim, powiecie jasielskim w gminie Kołaczyce.